# 順治帝
順治帝（じゅんちてい）は、清の第3代皇帝。諱はフリン（満洲語: ᡶᡠᠯᡳᠨ　福臨 日本語読み:ふくりん）、廟号は世祖。在世時の元号順治を取って順治帝と呼ばれる。
入関後（中国支配の開始後）の清の土台を確固たるものとし、次代の康熙帝・雍正帝・乾隆帝の三世の春、いわゆる康雍乾盛世の黄金時代を導く役割をした。
なお、現在中国を支配している中国共産党は初代ヌルハチと第2代ホンタイジを清の前身である後金の皇帝とし、順治帝を清の初代皇帝と位置付けている。

## 生涯

### 即位まで
ホンタイジの第9子として生まれる。母は永福宮荘妃（ボルジギト氏）。崇徳8年（1643年）、ホンタイジが急病で遺言を残さずに崩御した。後継として、最初はホンタイジの兄ダイシャンが候補に挙がったが人望がなく、自ら辞退した。ホンタイジの長子の粛親王ホーゲは有力な候補であったが、ホンタイジの弟でホーゲより年少の睿親王ドルゴンを推す一派がより優勢であった。ドルゴンはホーゲ一派との全面衝突を避け、ホーゲの異母弟である6歳のフリンを皇帝に推した。
- フリンを皇帝にすれば、ホーゲの帝位継承の目は完全に潰れる。
- ホンタイジの実子に帝位を継がせることには変わりないので、多くの貴族が納得する。
- 6歳のフリンなら自分が制御できる。

という計算だった。
結果、フリンが皇帝に推戴され、ドルゴンと、ヌルハチの弟の息子ジルガランが摂政となった。生母の荘妃は皇太后とされた。のちに、荘妃とドルゴンは再婚した。荘妃は自分の子供を皇帝にするためにドルゴンと手を結んだと言われている。ただし、皇太后とドルゴンの再婚に関しては、これを否定する説も唱えられている。

### 明の滅亡と清の入関
翌1644年（順治元年、崇禎17年）3月19日、李自成率いる順軍が北京を陥落させ、明を滅ぼした。清軍はドルゴンの主導の下、山海関を開城して清に下った呉三桂を先頭に、北京へ向かった。北京の順軍は明を滅ぼした後、おのおの官職を決めたり明の高級官僚を処罰したりと忙しかったが、山海関の中に入った清軍を4月23日に迎え討った。清軍は大勝し、さらに敗走する李自成を追って通城（現在の湖北省）まで南下し、順を滅ぼした。10月19日、順治帝はドルゴンに迎えられて北京に入城した。

### ドルゴン摂政時代
ドルゴンとホーゲの対立は日に日に悪化した。順治元年（1644年）4月1日には、ホーゲが自分を誹謗しているのを耳にしたドルゴンが、「ホーゲが謀反を企んでいる」と上奏した。幼い順治帝は兄を助けようと泣いて命乞いし、罰金刑だけですんだ。その後、権力を増したドルゴンは順治4年（1647年）目障りになったジルガランから摂政王の位を剥奪し、代わりに自分の弟ドドを摂政とした。翌順治5年（1648年）にはさらに、ジルガランを郡王に格下げした上で罰金刑に処した。
ホーゲはドルゴンから冷遇されるも、戦場で功績を重ね、張献忠を倒すなど抜群の戦績を挙げた。これを不愉快に思ったドルゴンは、また謀反の罪で殺そうとするが、順治帝は一歩も譲らず「処刑は認めない」と毅然たる態度を示した。それでもホーゲは冤罪で捕えられ、順治5年（1648年）に獄死した。
ホーゲとジルガランを排したドルゴンは権力をさらに増し、横暴が目立つようになった。自身の称号は「摂政王」から「叔父摂政王」順治2年（1645年）に「皇叔父摂政王」順治5年（1648年）からは「皇父摂政王」を称している。また、ホーゲ死後にその側室を自分の側妃とした。
しかし順治7年（1650年）、ドルゴンは狩りの途中で突然死去した。

### ドルゴンへの復讐
ドルゴンが死亡した後、積年の恨みを胸に秘めながらも、順治帝は葬儀を淡々と進めた。ドルゴンの廟号は「成宗」とした。皇帝でもないのに「宗」のつく廟号を贈られるのは異例であった。しかし、それと同時にドルゴンの屋敷を家宅捜査し、私物を僭上の証拠として没収した。また、弟のアジゲを処刑した。
順治8年（1651年）1月12日、13歳の順治帝による親政が始まる。順治帝は「朕は今日官民の苦を均しく知る」と宣言する。新政の手始めはドルゴン派の一掃であった。2月22日、ドルゴンの罪を暴く書状を全国に公布した。罪状として以下の数々が挙げられた。
- 共同の摂政としてジルガランがいたのにもかかわらず、ドルゴンは権力を独占してジルガランを政治に参加させず、自分に近しいドドを摂政にした。
- 皇父を名乗った。
- 自分の用いる儀仗・音楽・侍衛を皇帝と同じようにした。
- 摂政王府の造営を皇帝の宮殿と同じようにした。
- 摂政王府の財産を勝手に使い、国家の財産を皇帝に差し出さず私物とした。
- 皇帝の侍従たちを勝手に自分の旗下に入れた。
- ホーゲに死を迫り、その妻を自分の側室とした。
- 皇父摂政王旨を乱用した。
- 官吏を気ままに重用したり左遷したりした。
- 皇帝の服装をした。

そして、ドルゴンの墓が文字通りに暴かれ、死体が鞭打ちの刑に処された。順治帝は特に、生母とドルゴンの再婚が非常に許せなかったと言われている。ドルゴンが重用した文官も処罰され、特に大学士のガリン（剛林）は処刑された。一方で反ドルゴン派は復権し、ホーゲの名誉は回復され、ホーゲの子も和碩貝勒顕親王に取り立てられている。
ドルゴンの名誉は後世、乾隆帝によって回復している。

### 親政と突然の崩御
順治帝はまず内政の改革を始めた。当時、全国各地から名産品を皇帝に献上することになっていたが、これをいくつかの場所で止めた。また質の悪い官僚を追放し、官職の合理化を進め、税金逃れのために僧や道士になっていた者を還俗させた。また宦官が政治に関与することを厳重に禁止し、破れば即座に死刑とした。歴代中華王朝の衰退の大きな原因となった宦官の悪弊は、清代ではほとんどその姿を現さなかった。
順治16年（1659年）、鄭成功の北伐軍を跳ね返し、国内をほぼ平定した。

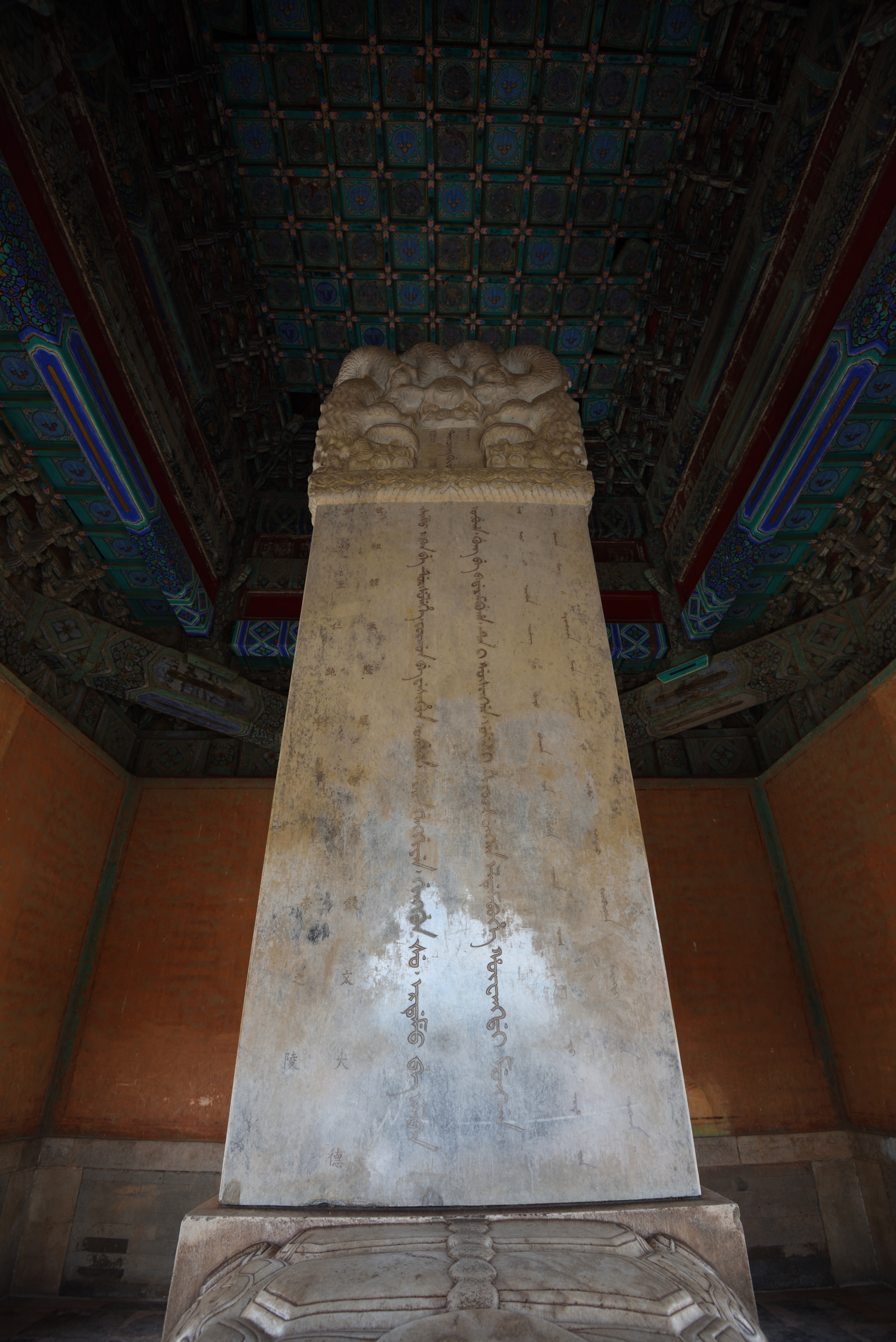
世祖章皇帝（順治帝）の墓碑。漢文、満洲語、モンゴル語で書かれている。

しかし、愛妃ドンゴ氏を亡くしてからは気落ちし、順治18年（1661年）に天然痘で急死した。24歳での若すぎる崩御に「順治帝は崩御なさったのではなく、本当は寵愛する妃（ドンゴ氏、孝献皇后と追号）の菩提を弔うべく出家して五台山で生きていらっしゃる」との説が生まれ、「孝陵（順治帝の陵墓）には、骨壷はあっても棺はない」とも噂された。その遺体は仏教に傾倒していた本人の希望で火葬されたようである。清東陵に陵墓がある。
合わせて14子があったが、成人したのは4男1女のみである。後継者には次男の福全ではなく、三男の玄燁（康熙帝）が指名された。その資質に受けた教育と、天然痘へ既に罹患し生存したことが大きかったという。福全は天然痘に未罹患で、眼疾（片目）のあったことが欠点とされた。
廟号は世祖。「祖」の文字は、通常は漢の高祖（太祖高皇帝）劉邦など、王朝の始祖あるいは再建者に贈られる廟号であるが、順治帝は3代目であるにもかかわらず太祖に続いて贈られている。最初は慣例通り「宗」の字を当てようとされたが、北京遷都によって新しい国家を築いた点が考慮され、大司馬梁清標が「太祖ヌルハチは清朝開国の君であるが、フリンは満洲帰属の入閣後の最初の皇帝である」と強く主張し、諸臣を説得した。

## 人物
- 狩猟を好み、年に2、3度、張家口、独石口へ狩猟に行った[10]。
- 漢文化に心酔していて非常な読書家であり、臣下にも積極的に漢文化の習俗を取り入れさせた。四書五経や『資治通鑑』『貞観政要』を精読して歴史を研究した[10]。
- 書道、山水画を趣味とした文化人でもあった[10]。

## 后妃

### 正室
- 静妃ボルジギト氏（博爾済吉特氏、廃皇后）
- 孝恵章皇后（hiyoošungga fulehun eldembuhe hūwangheo、ボルジギト氏（仁憲皇太后）

### 側室
- 孝献皇后ドンゴ氏（董鄂氏、贈皇后） 
  - 皇四子栄親王（夭逝）
- 孝康章皇后（hiyoošungga nesuken eldembuhe hūwangheo）トゥンギャ氏（佟佳氏、贈皇后） 
  - 皇三子玄燁（康煕帝）
- 貞妃ドンゴ氏 - 孝献皇后の再従妹。順治帝死去時に殉死した。
- 悼妃ボルジギト氏
- 淑恵妃ボルジギト氏
- 恭靖妃ホーチト・ボルジギト氏（浩斉特博爾済吉特氏）
- 端順妃アバガ・ボルジギト氏（阿覇垓博爾済吉特氏）
- 寧愨妃ドンゴ氏
  - 皇二子裕親王福全（フチュワン）
- 恪妃（石氏）
- 庶妃巴氏 
  - 皇長子ニュニュ[注釈 2]（牛鈕、夭逝）、皇三女（夭逝）
- 庶妃陳氏
  - 皇五子恭親王常寧（チャンニン）、皇長女（夭逝）
- 庶妃唐氏 
  - 皇六子奇授（キシェウ、夭逝）
- 庶妃鈕氏 
  - 皇七子純親王隆禧（ルンヒ）
- 庶妃ムクトゥ氏（穆克図氏） 
  - 皇八子永幹（ユンガン、夭逝）
- 庶妃楊氏 
  - 皇二女和碩恭愨長公主
- 庶妃ウス氏（烏蘇氏） 
  - 皇四女（夭逝）
- 庶妃王氏 
  - 皇五女（夭逝）
- 庶妃ナラ氏（納喇氏） 
  - 皇六女（夭逝）
- ジンジ・ゲゲ（京及格格）、捏及呢格格、サイボー・ゲゲ（賽寶格格）、邁及呢格格、エイェンジュ・ッゲ（厄音珠格格）、エルンジュ・ゲゲ（額倫珠格格）、梅格格、蘭格格、ミンジュ・ゲゲ（明珠格格）、ルジイェ・ゲゲ（蘆耶格格）、ブサンジュ・ゲゲ（布三珠格格）、アムバ・フィヤング・ゲゲ（阿母巴偏五格格），アジゲ・フィヤング・ゲゲ（阿幾格偏五格格）、丹姐格格、秋格格、瑞格格、朱乃格格

## 登場作品
小説
- 金庸『鹿鼎記』

テレビドラマ
- 康熙王朝（2001年、演：劉均）
- 大清風雲（中国語版）（2005年、演：唐以諾）
- 宮廷の泪・山河の恋（2012年、演：呉俊余）
- 皇后の記（中国語版）（2015年、中国、演：高基才）
- 皇貴妃の宮廷（中国語版）（2015年、演：ガオ・ユンシャン）